# Toyota 90C-V
La Toyota 90C-V è una autovettura da competizione del tipo sport prototipo, costruito nel 1991 dalla casa automobilistica giapponese Toyota per competere nella categoria Gruppo C1 del Campionato del mondo sportprototipi e nella 24 Ore di Le Mans negli anni tra il 1990 e il 1991.

## Storia
La 90C-V corse nel 1990 nel campionato All Japan Sports Prototype (JSPC), correndo inizialmente insieme alla 89C-V per le prime due gare al Fuji. La 90C-V ottenne la sua unica vittoria alla sua gara d'esordio alla 500 km del Fuji. L'auto ha ottenuto risultati discreti.per il resto della stagione, finendo tra i primi 10 nella maggior parte delle gare.
La 90C-V partecipò anche alle prime due gare della stagione 1991. In quelle gare finì terza e quinta, prima di essere sostituita dalla 91C-V per il resto della stagione.
La 90C-V gareggiò alla stagione 1990 del Campionato mondiale Sportscar. Il suo miglior piazzamento arrivò all'apertura della stagione, dove si piazzò quarto alla 480 km di Suzuka. 
La Toyota iscrisse tre vetture alla 24 Ore di Le Mans del 1990. La migliore in qualifica delle tre vetture è stata la vettura n. 36 guidata da Geoff Lees, che si qualificò in 10ª posizione in griglia. Le vetture n. 37 e n. 38 arrivarono rispettivamente al 14º e 16º posto in qualifica.
L'auto n. 37 con alla guida Aguri Suzuki si ritirò a circa quattro ore dall'inizio della gara a causa di un incidente; durante la 18ª ora, l'auto n. 38 subì un guasto al motore, con n. 36 l'unica 90C-V ancora in gara, che alla fine concluse in sesta posizione (sia assoluta che di classe), a 12 giri dal vincitore.